# Eisenia fetida
Eisenia foetida (Savigny, 1826), noto anche come verme rosso californiano, è un verme della famiglia Lumbricidae, specializzato nel consumo di materia organica in decomposizione.

## Biologia
Vive prevalentemente nello strato di lettiera cibandosi di residui vegetali, residui animali e deiezioni. Il nome fetida deriva dall'odore pungente che emana se disturbato. E. fetida presenta gruppi di setole su ogni segmento che vengono mosse per lo spostamento. Un esemplare adulto depone un uovo ogni 3 giorni, dal quale si schiudono 1–3 esemplari. La vita media è di uno o due anni.

## Distribuzione e habitat
La specie è originaria dell'Europa, ma nel corso del tempo è stata introdotta (sia intenzionalmente che accidentalmente) in ogni altro continente, ad eccezione dell'Antartide.

## Usi
Eisenia fetida è utilizzata per la produzione di vermicompost.